# Зозуля-довгоніг суматранська
Зозуля-довгоніг суматранська (Carpococcyx viridis) — вид зозулеподібних птахів родини зозулевих (Cuculidae). Ендемік Індонезії. Раніше вважався конспецифічним з борнейською зозулею-довгоногом.

## Опис
Довжина птаха становить 55 см, з яких від 23,9 до 28,5 см припадає на хвіст і 38,3–24,8 мм на дзьоб. Тім'я чорне, потилиця зелена. Верхня частина тіла тьмяно-зелена. Нижня частина спини і надхвістя коричневі, поцятковані сіро-зеленими смужками. Навколо очей плями голої шкіри, зеленої спереду, світло-лилової позаду і світло-індигової на щоках. Крила і хвіст блискучі, чорно-зелені, в залежності від кута зору. Нижня частина голови чорнувата, горло і верхня частина грудей світло-сірі. Нижня частина тіла жовтувато-коричнева, боки рудуваті. Груди поцятковані сірувато-коричневими смужками, боки і живіт — світло-коричневими. Хвіст східчастий, махові пера блискучі, чорно-зелені, в залежності від кута зору. Очі червоні або червонувато-карі. Дзьоб світло-зелений, біля основи синій, лапи сіруваті абе зеленувато-сірі.

## Поширення і екологія
Суматранські зозулі-довгоноги є ендеміками Суматри. Вони мешкають в передгір'ях та на схилах гір Барісан. Живуть у вологих рівнинних і гірських тропічних лісах, зустрічаються на висоті дід 300 до 1400 м над рівнем моря (нещодавні спостереження походили з висоти 800-1000 м над рівнем моря). Суматранські зозулі-довгоноги живляться безхребетними, дрібними рептиліями і ссавцями, яких ловлять в лісовій підстилці.

## Збереження
Після того, як суматранська зозуля-довгоніг була описана в 1879 році, науковці отримали лише 8 зразків цього виду. Птах не спостерігався з 1916 до 1997 рік, коли він був заново відкритий і сфотографований в Національному парку Букіт Барісан Селатан. З 2007 по 2010 рік суматранську зозулю-довгонога там спостерігали ще 5 разів. В 2000 році птаха спостерігали в заповіднику дикої природи Букіт Рімбанг-Балінг. В 2006 році фотопастка зафіксувала птаха в Національному парку Керінчі-Себлат. В 2007 році науковцям вдалося записати голос птаха. В 2017 році вид був сфотографований в Національному парку Батанг-Гадіс, що маже вказувати на те, що в Північній Суматрі мешкає досі невідома популяція птахів цього виду.
Наразі МСОП класифікує цей  вид як такий, що перебуває на межі зникнення. За оцінками дослядників, популяція суматранських зозуль-довгоногів становить від 75 до 374 птахів. Їм загрожує знищення природного середовища.